# Dora Carofiglio
 (août 2011).
Si vous disposez d'ouvrages ou d'articles de référence ou si vous connaissez des sites web de qualité traitant du thème abordé ici, merci de compléter l'article en donnant les références utiles à sa vérifiabilité et en les liant à la section « Notes et références ».
Pour les articles homonymes, voir Carofiglio.
Dora Carofiglio (née à Milan le 15 septembre 1964) est une chanteuse italienne. Elle faisait partie du groupe Italo disco Novecento. Elle a prêté sa voix pour un autre projet de musique Italo disco, Valerie Dore, en chantant sur les trois principaux titres du groupe (The Night, Get Closer et It's so easy). Elle est maintenant chanteuse soprano et se produit en concert classique.